# Довгохвостий личинкоїд
Довгохвостий личинкоїд (Pericrocotus) — рід горобцеподібних птахів родини личинкоїдових (Campephagidae). Представники цього роду мешкають в Азії.

## Види
Виділяють п'ятнадцять видів:
- Личинкоїд білокрилий (Pericrocotus erythropygius)
- Личинкоїд білолобий (Pericrocotus albifrons)[6]
- Личинкоїд червоний (Pericrocotus igneus)
- Личинкоїд малий (Pericrocotus cinnamomeus)
- Личинкоїд сірощокий (Pericrocotus solaris)
- Личинкоїд вогнистий (Pericrocotus miniatus)
- Личинкоїд короткодзьобий (Pericrocotus brevirostris)
- Личинкоїд флореський (Pericrocotus lansbergei)
- Личинкоїд китайський (Pericrocotus ethologus)
- Личинкоїд іржастий (Pericrocotus flammeus)
- Личинкоїд пломенистий (Pericrocotus speciosus)[7]
- Личинкоїд сірий (Pericrocotus divaricatus)
- Личинкоїд острівний (Pericrocotus tegimae)[8]
- Личинкоїд бурий (Pericrocotus cantonensis)
- Личинкоїд рожевий (Pericrocotus roseus)

## Етимологія
Наукова назва роду Pericrocotus походить від сполучення слів дав.-гр. περι — багато, навкруги і κροκωτος — золотисто-жовтий.